# اوپن‌سولاریس
اپن‌سولاریس یک سیستم‌عامل متن-باز برپایه سولاریس بود که توسط شرکت سان مایکروسیستمز ایجاد شد. بعد از خرید شرکت سان مایکروسیستمز توسط اوراکل، توسعه این سیستم‌عامل متوقف شد و جای آن را به انتشار Development از سولاریس داد. (Solaris Express)
قبل از این‌که اوراکل حرکتی برای توسعهٔ هسته «پشت درهای بسته» انجام دهد، یک گروه از توسعه‌دهنده‌های اپن‌سولاریس تصمیم گرفتند که چنگالی از نرم‌افزارهای هسته به نام OpenIndiana ایجاد کنند. این پروژه، که از بنیاد Illumos است، توسعه اپن‌سولاریس، را ادامه می‌دهد.

## مدل انتشار
اپن‌سولاریس هم انتشار توسعه (ناپایدار) و هم انتشار تولید (پایدار) را ارائه می‌داد.

## مشتقات
- Illumos, یک چنگال به‌طور کامل آزاد
- OpenIndiana, یک پروژه تحت Illumos"[۵]
- Belenix, سی‌دی زنده[۶]
- EON ZFS Storage,[۷] یک NAS که هدفش سامان‌های توکار است
- Jaris OS, دی‌وی‌دی زنده و همچنین قابل نصب.[۸] تلفظ آن در انگلیسی به‌صورت Yah-Rees است.این توزیع به‌طور کامل تغییر کرده‌است و یک نسخه از نرم‌افزار Wine را به نام Madoris پشتیبانی می‌کند که نرم‌افزارهای ویندوز را با سرعت برابر خودش اجرا می‌کند. Jaris مخفف "Japanese Solaris". Madoris ترکیبی کلمه ژاپنی ویندوز "mado" و سولاریس است.
- marTux, سی‌دی و دی‌وی‌دی زنده،[۹] اولین توزیع برای معماری SPARC
- MilaX, سی‌دی کوچک زنده/یواس‌بی زنده[۱۰]
- napp-it,[۱۱]
- نکسنتا اواس, اوبونتو با هسته سولاریس [۱۲]
- NexentaStor
- SchilliX, سی‌دی زنده
- StormOS, یک دسکتاپ سبک براساس Nexenta و اکس‌اف‌سی‌ای.

## صفحات مرتبط
- مقایسه سیستم‌عامل‌های متن‌باز

## پیوندهای بیرونی
- OpenSolaris.com — Official Web site, hosted by اوراکل
- OpenSolaris.org — OpenSolaris Community Web site
- OpenSolaris Newsletter[پیوند مرده]
- OpenSolaris در دیستروواچ
- #opensolaris — IRC channel on Freenode
- OpenSolaris... And Beyond در جستجوی ویدئوی گوگل (ادوبی فلش فلش ویدئو) by یان مورداک
- Ian Murdock's presentation
- OpenSolaris: an ultimate development platform? در جستجوی ویدئوی گوگل (ادوبی فلش فلش ویدئو) by Roman Shaposhnik